# فولتر كيلبي
فولتر كيلبي (Volter Kilpi؛ كوستافي، 12 ديسمبر 1874 - توركو، 13 يونيو 1939) كاتب
فنلندي اشتهر بجزئي روايته «في صالة ألاستالون» (Alastalon salissa؛ 1933) التي غالباً ما تعتبر إحدى أفضل الكتب في اللغة الفنلندية.

## وصلات خارجية
- فولتر كيلبي على موقع الموسوعة البريطانية (الإنجليزية)

- مؤلفات فولتر كيلبي في مشروع غوتنبرغ (بالفنلندية)
- فولتر كيلبي نسخة محفوظة 4 يونيو 2011 على موقع واي باك مشين. على موقع www.kirjasto.sci.fi
- فولتر كيلبي نسخة محفوظة 16 مايو 2011 على موقع واي باك مشين. على موقع www.wakkanet.fi (بالفنلندية)